# Галерея в Трёхпрудном переулке
Галерея в Трёхпрудном переулке — московская арт-галерея (сквот), существовавшая в 1991—1993 годах .

## История
Нашёл для заселения это место Женя «Череп» Колесов, продюсер «Гражданской обороны». Дом на углу Трёхпрудного и Южинского переулков принадлежал группе «МОСТ» Владимира Гусинского. Первым художником, занявшим одну из комнат сквота, был Валерий Кошляков.
На первых порах оплачивать жильё помогала Ольга Свиблова, отбиравшая картины художников для коллекции банка «РИНАКО».
Деятельность Галереи в Трёхпрудном переулке оказала заметное влияние на художественные процессы, протекавшие в Москве тех лет. Директором и куратором Галереи в Трёхпрудном переулке выступал Авдей Тер-Оганьян (совместно с К. Реуновым), лидер небезызвестного ростовского товарищества «Искусство или смерть».
Выставки проводились каждый четверг. Начиная с самой первой, к каждой выставке изготавливалась программка-билет в форме отпечатанного на ксероксе и сложенного дважды листа формата А4. Тексты писали Илья Китуп, Андрей Ковалёв и др.
Первой выставкой, состоявшейся в Галерее на Трёхпрудном 5 сентября 1991 года, была выставка «Милосердие» Константина Реунова и Авдея Тер-Оганьяна.

«Трёхпрудный», самая весёлая и ключевая площадка актуального искусства начала 90-х, сквот, занятый бездомными мастерами искусств, на время иронично подменил все возможные институции — Музей и Институт современного искусства, всякие там Кунстхалле и Кунстферрайны.
— А. Ковалёв, «Flash Art», 2003.

Сначала появилось это помещение — в том же доме, где наши мастерские. Мы сразу решили, что там будет наша галерея, а чтобы не обзванивать каждый раз людей и не приглашать их специально на вернисажи, решено было установить периодичность — каждый четверг. При таком графике каждый из художников Трёхпрудного мог постоянно показывать свои новые работы. А так как всё равно все приходят только на вернисажи, было решено ограничить деятельность галереи вернисажами — два часа — с семи до девяти. Когда у галереи появилась своя линия, стали приходить люди, работающие в сходных направлениях. Появились три линии работы галереи: 1. Проекты трёхпрудников. Всё же абсолютное большинство людей здесь живёт и у них есть возможность целый месяц обсасывать, обмусоливать свои проекты. Мы сидим, выпиваем и при этом обсуждаем, что будем делать в следующий четверг. Так как мы не являемся группой, то программы нет. Она выстраивается сама. 2. Люди, которые делают шаги в нашу сторону. 3. Гости, которые делают фигню, но не могут иначе найти возможность реализовать свои идеи. На зал в ЦДХ у них средств нет.
— А. Тер-Оганьян, Гуманитарный фонд, 1993.

Трёхпрудный переулок расположен в центре Москвы, между Пушкинской пл. и пл. Маяковского, нынче, кажется, Триумфальной. В 1991 (лето) — 1993 (лето) — место обитания Тер-Оганьяна А. С. и многих других художников, где они осуществили сквот при котором функционировала еженедельно по четвергам Галерея в Трехпрудном — последний из буйных всплесков московского контемпорари арт.
Подробнее? Пожалуйста: с лета 1990 там, в доме под снос, жили В. Кошляков и человек по имени Женя Череп. Летом 1991 Оганьяна начали выгонять с Ордынки, вот он к Кашлю и переехал. Осуществил там, в Трехпрудном, самозахват двух больших выселенных квартир — тогда это было возможно, в них опять (Фурманный, Ордынка) была Оганьяном организована, не побоимся этого слова, коммуна.
В соседнем подъезде имелась не нужная (тогда) никому мансарда, которая, что существенный плюс, имела отдельный чёрный вход со двора, в ней Оганьян и открыл галерею, то есть место, о котором, было объявлено, что в нём еженедельно по четвергам будет что-нибудь происходить — устраиваться выставки, производиться разные акции и деяния, и т. д.
Эта Галерея в Трехпрудном, в которой Оганьян будет главный идеолог и организатор, будет действовать до 1993 года, и она и явится последний всплеск русско-советского авангарда 1970—1990-х
— М. Немиров, «А. С. Тер-Оганьян: Жизнь, Судьба и контемпорари арт», 1999.

Экстатическое двухлетнее (1991—1993) существование «Галереи в Трёхпрудном» — мансарды при двух больших выселенных квартирах, путём самозахвата превращенных в артистическую сквот-коммуну — менее всего, на первый взгляд, сопрягается с традициями живописания и производством станковых предметов искусства. Сам феномен перманентного выставочного марафона («каждый четверг, в 19.00», что есть сущая и немыслимая правда!) превращал функционирование галереи в художественную акцию. Тем более эта квази-галерея никогда ничего не продавала, очередная экспозиция в ней существовала несколько вернисажных часов, большинство выставок уже в своем замысле подразумевало недолговечность перформанса, немыслимого без зрительского соучастия — hic Трехпрудный переулок, hic salta. Не говоря уж о том, что иногда «трехпрудникам» становилась тесна сама галерея, и автобусная экскурсия по Москве объявлялась очередным коллективным произведением. Здесь экспонировалось время, а не пространство, исследованием которого и занят иллюзионизм всякой картины, старающейся втянуть внутрь себя обескураженного зрителя-созерцателя
— Ф. Ромер, «Entertainment», 2005.

«Трёхпрудный» — один из символов того периода, когда художники были голодными, зрители непугаными, а мастерскую в выселенном доме в центре Москвы можно было обрести путём самозахвата
— И. Чувилин, gzt.ru, 2005.

В начале 90-х в Москву перебрались почти все. Мы жили в Трёхпрудном переулке, в огромных расселенных коммуналках. На чердаке работала галерея, в которой каждый четверг устраивались вернисажи. Гостям предлагался непременный коктейль: спирт «Рояль» + вода + концентрат сока из пакетика. Трехпрудный был знаменитым местом. Летом 1993 года нас выселили — здание перестроили, в него въехала группа МОСТ. Спустя несколько лет, когда гоняли Гусинского, журналисты захваченного врагами демократии НТВ именно у порога этого дома произносили гневные слова о свободе слова
— М. Белозор, «КТО ГЛАВНЫЙ», 2006.

Вообще этот крохотный переулок искусством набит по самые уши. Прежде всего славен он благодаря Марине Цветаевой: «В переулок сходи Трехпрудный, в эту душу моей души…» Знаменит творениями двух блистательных архитекторов: глядя на нечетную сторону, в полной мере можно оценить разницу почерков автора первого московского тучереза Эрнста Нирнзее и отца русского модерна Фёдора Шехтеля. Это то, что касается начала прошлого века. А вот в конце его, в 1990-х, Трехпрудный был известен своей галереей-сквотом под водительством Тер-Оганьяна. Что же касается дней нынешних, то здесь расположены целых два небольших, но весьма отражающих дух времени театра: Театр. DOC и Практика
— М. Кронгауз, «Квартирный ряд», 2010.
За небольшое время существования Галереи в Трёхпрудном переулке в ней было проведено 95 выставок, 87 из которых прошли на площадке галереи, а 8 — за её пределами. Одной из самых известных «выездных» выставок-акций был проект «Футуристы выходят на Кузнецкий» (1993).
После выселения сквота из дома в Трёхпрудном пер. летом 1993 года, в связи с приближавшейся реконструкцией дома, большая часть художников перебралась в старый дом на Бауманской, где и была реанимирована практика четвергов под кодовым названием Галерея «Бауманская, 13».
Некоторые критики называют сквот в Трехпрудном переулке колыбелью современного русского искусства. Екатерина Дёготь полагает, что Авдей Тер-Оганьян и все художники «Трехпрудного» относятся к категории художников, которые в Москве «определили дух девяностых».

## Обитатели сквота
- Аксёнов, Павел (1960) — российский художник.
- Белозор, Максим Алексеевич (1963) — российский журналист, прозаик.
- Голосий, Олег Николаевич (1965—1993) — украинский художник[15].
- Дубосарский, Владимир Ефимович (1964) — российский художник.
- Касьянов, Виктор Анатольевич (1966) — российский художник, дизайнер, изобретатель, неоавангардист.
- Китуп, Илья Владимирович (1964) — российский поэт и художник, автор и оформитель большинства буклетов к выставкам галереи в Трёхпрудном.
- Кошляков, Валерий Николаевич (1962) — российский художник.
- Лисовский, Всеволод Эдуардович (1967) — российский телепродюсер, сценарист, режиссёр.
- Мареев, Александр Владимирович (1969) — российский художник[4].
- Реунов, Константин Валентинович (1963) — украинский художник.
- Сигутин, Александр Васильевич (1959) — российский художник.
- Скугарева, Марина Вадимовна (1962) — украинская художница, одна из представителей «новой украинской волны».
- Слепченко, Василий Рудольфович (1962—1991) — российский художник[16].
- Тер-Оганьян, Авдей Степанович (1961) — российский художник, основатель товарищества «Искусство или смерть», галереи в Трёхпрудном переулке, галереи «Вперед!». Первый художник-политэмигрант в истории пост-советской России.
- Тимофеев, Сергей Анатольевич (1959—1993) — русский художник, поэт, музыкант. Основатель ростовской музыкальной группы «Пекин Роу-Роу», активный участник товарищества «Искусство или смерть», главный художник Четвёртого канала Останкино.
- Тистол, Олег Михайлович (1960) — украинский художник.
- Топольская, Инесса Александровна (1966) — российский художник[4].
- Топольский, Дмитрий Владимирович (1967) — российский художник[4].
- Харченко, Александр Петрович (1965) — украинский художник.

## Выставки

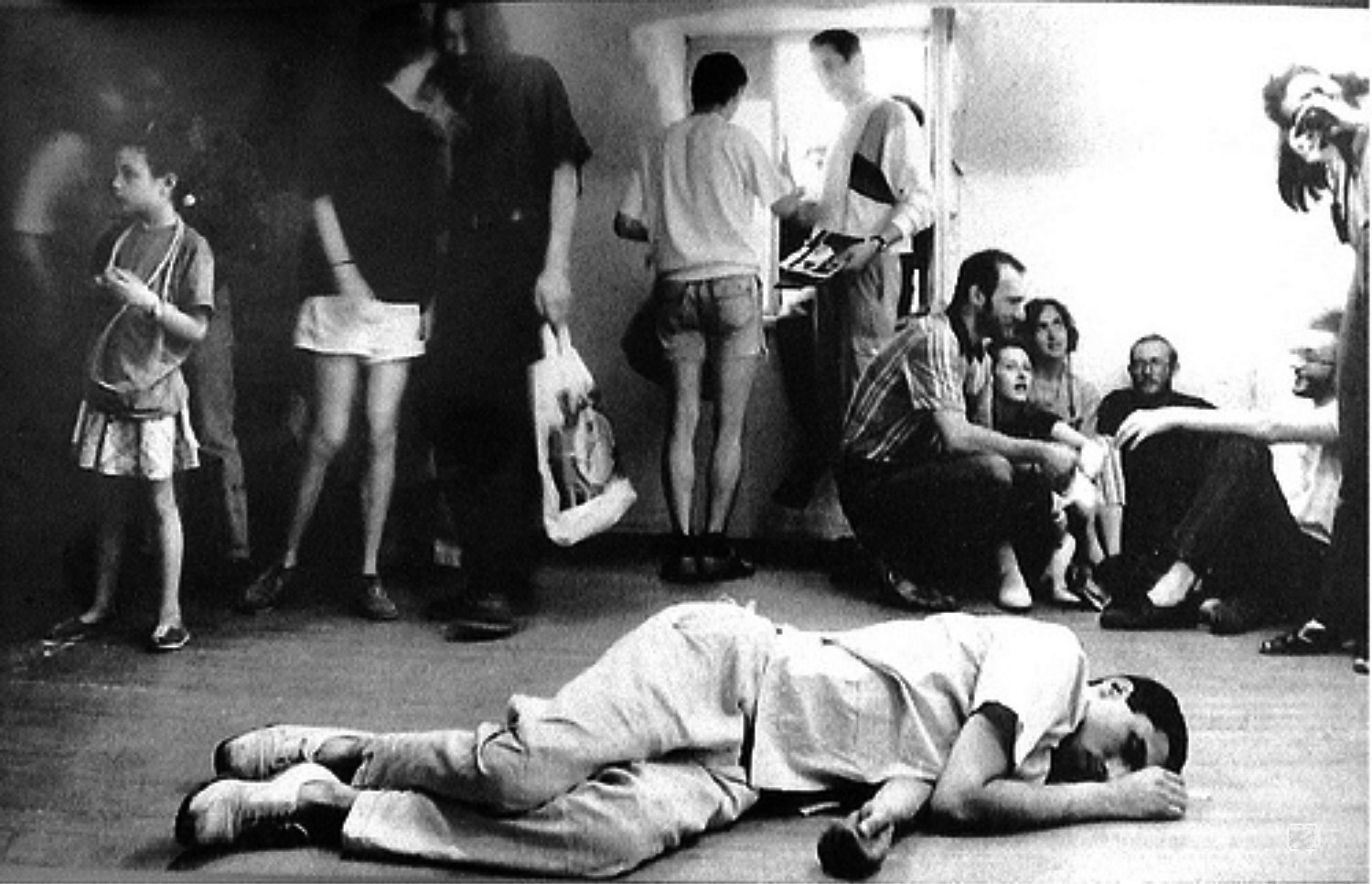
А. Тер-Оганьян «В сторону объекта», 1992.
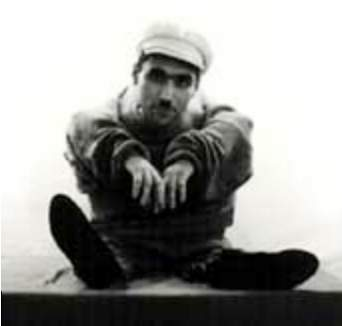
А. Тер-Оганьян, И. Китуп, «Карлики», 1992.
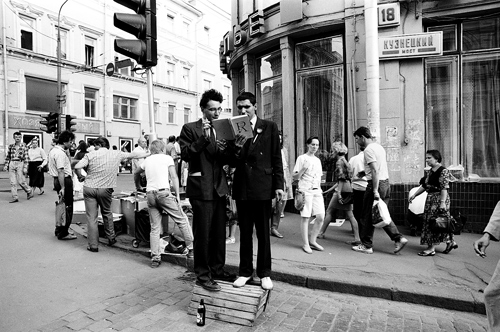
И. Китуп и А. Тер-Оганьян. Акция «Футуристы выходят на Кузнецкий». Москва, 1993.
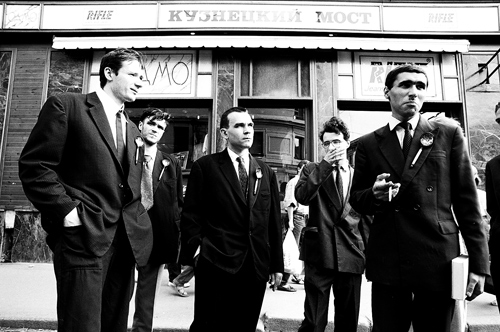
В. Дубосарский, А. Харченко, А. Сигутин, И. Китуп, А. Тер-Оганьян. Акция «Футуристы выходят на Кузнецкий». Москва, 1993.
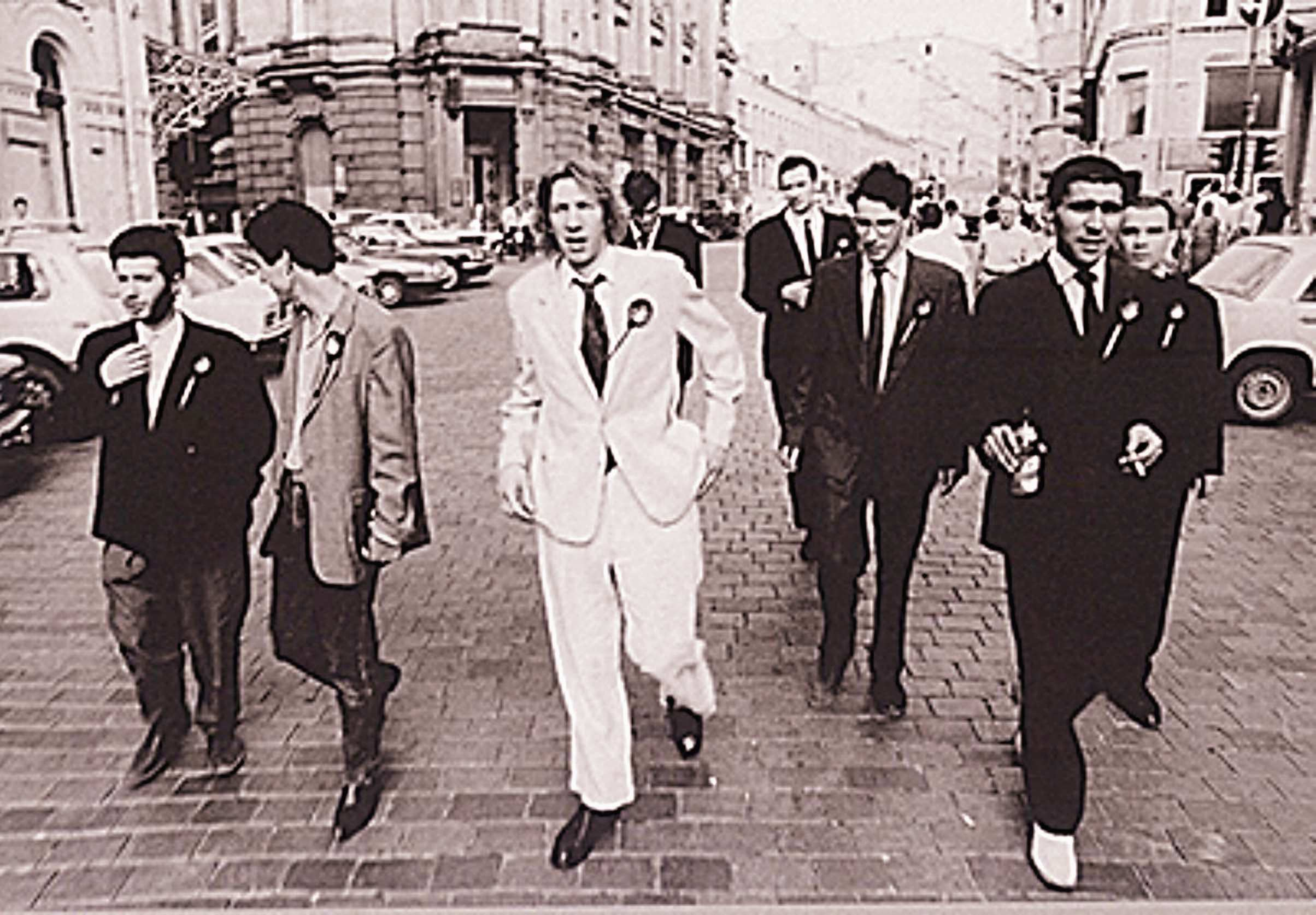
В. Касьянов, Д. Боссард, П. Аксёнов (в белом костюме), А. Харченко, В. Дубосарский, И. Китуп, А. Тер-Оганьян, А. Сигутин. Акция «Футуристы выходят на Кузнецкий». Москва, 1993.
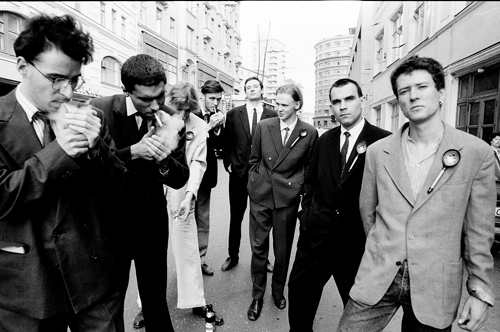
Художники И. Китуп, А. Тер-Оганьян, П. Аксёнов, А. Харченко, В. Дубосарский, Д. Топольский, А. Сигутин, Д. Боссард. Москва, 1993.

### 1991 год
- 1991 — «Милосердие». К. Реунов, А. Тер-Оганьян. 5 сентября 1991 г.[7]
- 1991 — «Объявленное». В. Архипов.
- 1991 — «По ту сторону искусства». В. Касьянов.
- 1991 — «Море водки». П. Аксёнов, К. Реунов, В. Кошляков, А. Тер-Оганьян. 26 сентября 1991 г.[17]
- 1991 — «Подсолнечная шелуха». К. Реунов. 10 октября 1991 г.
- 1991 — «Меандр». П. Аксёнов, К. Реунов, А. Тер-Оганьян. 17 октября 1991 г.
- 1991 — «Выставка-продажа». К. Реунов, А. Тер-Оганьян. 24 октября 1991 г.
- 1991 — «Демисезонная выставка». А. Сигутин. 31 октября 1991 г.
- 1991 — «Скульптура». В. Дубосарский. 14 ноября 1991 г.
- 1991 — «Не фонтан». А. Тер-Оганьян, К. Реунов, А. Харченко. 28 ноября 1991 г.
- 1991 — «Титаник». П. Аксёнов.[7]
- 1991 — «Чёрный свет». Гор Чахал.
- 1991 — «Мелочи нашей жизни». Д. Гутов. 5 декабря 1991 г.[18]
- 1991 — «Форма и содержание». К. Реунов, А. Тер-Оганьян, куратор — А. Ковалёв. 26 декабря 1991 г.

### 1992 год
- 1992 — «По ту сторону искусства». (Дыра в стене) В. Касьянов. 2 января 1992 г.[7]
- 1992 — «Как всегда». В. Касьянов.
- 1992 — «Вся Москва». А. Горматюк, В. Дубосарский, А. Тер-Оганьян, А. Харченко. 16 января 1992 г.
- 1992 — «Иерархия в искусстве». А. Сигутин. 30 января 1992 г.
- 1992 — «Ничего нет внутри». Эндрю Ратт. Февраль 1992 г.[7]
- 1992 — «0.10». П. Аксёнов, К. Реунов, А. Тер-Оганьян. 20 февраля 1992 г.
- 1992 — «Неоакадемия». А. Горматюк, К. Реунов, А. Тер-Оганьян. 27 февраля 1992 г.
- 1992 — «Осторожно: окрашено!». А. Сигутин. 5 марта 1992 г.
- 1992 — «Гуманитарная помощь». К. Реунов. 12 марта 1992 г.
- 1992 — «Выяснение отношений с помощью оружия». А. Харченко, В. Касьянов. 19 марта 1992 г.
- 1992 — «The announced». В. Архипов. 16 апреля 1992 г.
- 1992 — Без названия («Бобинный магнитофон»). А. Петрелли. 30 апреля 1992 г.
- 1992 — «Мы жили в эти годы». А. Сигутин, А. Тер-Оганьян. 28 мая 1992 г.
- 1992 — «Против монополии». М. Боде. 4 июня 1992 г.
- 1992 — «Декоративное искусство». В. Дубосарский. 11 июня 1992 г.[19]
- 1992 — «Невеселые картинки». С. Воронцов. 18 июня 1992 г.
- 1992 — «Карлики». И. Китуп, А. Тер-Оганьян. 2 июля 1992 г.
- 1992 — «В сторону объекта». А. Тер-Оганьян. 16 июля 1992 г.
- 1992 — «As usual». В. Касьянов. 23 июля 1992 г.
- 1992 — «Л. Х. О. О. К.». А. Тер-Оганьян. 3 сентября 1992 г.
- 1992 — «Обмен». Vincent De Boer, Paul Vendel, Michel Voet. 17 сентября 1992 г.
- 1992 — «Левой ногой». В. Дубосарский, И. Китуп, А. Тер-Оганьян, А. Сигутин, С. Тимофеев. 24 сентября 1992 г.
- 1992 — «К барьеру».
- 1992 — «Кинетическая графика». С. Тимофеев. 15 октября 1992 г.
- 1992 — «Слоу Боут Ту Чайна». Давид Боссард. 22 октября 1992 г.
- 1992 — «10 лет в искусстве». А. Шульгин
- 1992 — «Художник и книга» (А. Сигутин, Ю. Шабельников и др.).
- 1992 — «За абстракционизм». В. Касьянов и др.
- 1992 — «Интерьер».
- 1992 — «Свадьба». Ю. Бабич, И. Калинина. 26 ноября 1992 г.
- 1992 — «Парфенон». В. Кошляков.
- 1992 — «Выставка художественных произведений». А. Сигутин.
- 1992 — «Из нового». А. Тер-Оганьян.
- 1992 — «Вперед». А. Тер-Оганьян.
- 1992 — «Рецептура. Звуки супа. Тело супа». М. Чуйкова.[20]
- 1992 — «Воплощение мечты». (два крана, вино, водка) В. Касьянов. 31 декабря 1992 г.

### 1993 год
- 1993 — «Интерьер». В. Касьянов и др.
- 1993 — «Переворот в искусстве». В. Касьянов.
- 1993 — «Скромные ученики великого мастера». В. Дубосарский, И. Китуп, А. Сигутин, 21 января 1993 г.
- 1993 — «В новом свете». Ю. Шабельников.
- 1993 — «Кабина». И. Китуп, В. Кругликов. 25 февраля 1993 г.
- 1993 — «Queer uncle’s testament». В. Дубосарский. 18 марта 1993 г.
- 1993 — «Некоторые проблемы реставрации произведений современного искусства». А. Тер-Оганьян. 13 мая 1993 г.[21]
- 1993 — «В сторону объекта — 2». В. Кругликов, куратор — А. Тер-Оганьян. 20 мая 1993 г.
- 1993 — Второй проект для выставки «Мы жили в эти годы». А. Сигутин, А. Тер-Оганьян.

## Фильмография
- 1993 — «Шиги-Джиги или всё будет хорошо — Коллаж-портрет Сергея Тимофеева». Реж. Вероника Тыртышная, Кирилл Сереберенников. Творческое объединение «Март» телевидения «Дон ТР». Операторы Сергей Смирнов и Владимир Гневанов.
- 2009 — «Виноградов Дубосарский: Картина на заказ». Реж. и сцен. Евгений Митта, Александр Шейн. Киногруппа «2ПЛАN2», д/ф, 75 мин.[22]

## Трёхпрудный в современной культуре
- 23 февраля 2010 года в Государственной Третьяковской галерее на Крымском Валу состоялась лекция «Территория свободы: художники галереи в Трехпрудном переулке» в цикле «Искусство эпохи Ельцина и искусство эпохи Путина» (абонемент 136)[23].
- В мае 2011 года в московском Театре.doc состоялась премьера спектакля «89-93 (Сквоты)» (реж. Руслан Маликов, авторы и кураторы Юлия Овчинникова, Иван Лебедев, Всеволод Лисовский и Нана Гринштейн), реконструирующего быт, атмосферу и отдельные события, происходившие в Галерее в Трёхпрудном переулке[24].